# Montserrat Pujol
Montserrat Pujol est une athlète andorrane.

## Biographie

### Enfance et formation
Elle est née à Andorre La Vieille. 

### Carrière
Pujol représente Andorre aux Jeux olympiques d’été de 2008 à Pékin. Elle parcourt le sprint de 100 mètres en 12,73 secondes.